# Ferdinand Vieth
Ferdinand Nikolaus Justus Vieth (* 18. November 1869 in Altona; † 26. November 1946 in Hamburg) war ein deutscher Genossenschaftsfunktionär und Parlamentarier.

## Leben und Wirken
Ferdinand Vieth war der Sohn eines Korbmachermeisters, der aufgrund der Gründerkrise verarmt war. Vieth erhielt eine Schulausbildung an einer Freischule und einer Halbtagsschule in Altona und absolvierte anschließend eine Berufsausbildung im väterlichen Betrieb. In dem Unternehmen, das seinen Sitz seit 1887 in Wandsbek hatte, arbeitete er bis zum 30. Lebensjahr als Geselle. Berufsbegleitend besuchte er den Arbeiterbildungsverein in Barmbek und die staatliche Gewerbeschule in Hamburg, wo er zumeist kaufmännisches Wissen erwarb. Bei Gründung des Holzarbeiterverbandes wurde er Mitglied und übernahm nach kurzer Zeit den Vorsitz des Gewerkschaftskartells in Wandsbek.

## Wirken in den Genossenschaften
Unterstützt von Heinrich Kaufmann gehörte Vieth 1899 zu den Gründungsmitgliedern des Konsum-, Bau- und Sparvereins „Produktion“, für den er anfangs als Einkassierer, Verkäufer und Filialleiter arbeitete. 1902 zog er nach Bremerhaven, wo er die Geschäfte des Konsum- und Sparvereins „Unterweser“ leitete. Vieth organisierte den Verein nach dem Vorbild der Hamburger Genossenschaft. Unter seiner Führung entwickelte sich die Vereinigung zu einer Bezirksorganisation mit hohem Umsatz und vielen Mitgliedern. Die Genossenschaft war die erste ihrer Art in Deutschland. 1909 wurde Vieth zum Sekretär des Verbandes der nordwestdeutschen Konsumvereine gewählt. Er ging daraufhin zurück nach Hamburg, wo er von 1911 bis 1930 auch im Aufsichtsrat der „Produktion“ saß, ab 1922 als deren stellvertretender Vorsitzender. Von 1907 bis 1933 hatte er auch einen Aufsichtsratsposten in der Großeinkaufs-Gesellschaft Deutscher Consumvereine.
Da Vieth den mitgliederstärksten Revisionsverband innerhalb des ZdK führte und in zahlreichen wichtigen Organen der sogenannten „Hamburger Richtung“ mitarbeitete, beeinflusste er Inhalt und Organisation norddeutscher Konsumvereine maßgeblich. Dazu gehörten Neugründungen und Fusionen von Vereinen und viele Personalentscheidungen. Er setzte sich für einen Ausbau des Filialnetzes und eine gesteigerte Eigenproduktion ein. Außerdem bemühte er sich darum, wirtschaftlich effiziente Bezirksgenossenschaften zu schaffen. Vieth erkannte früh, dass aufgrund der Größe der Organisationen und der schnell wachsenden Zahl der Mitglieder neue Möglichkeiten der Mitbestimmung notwendig waren. Gemeinsam mit Heinrich Kaufmann etablierte er sogenannte Vertreterausschüsse, die sich an dem Vorbild des Bremerhavener Konsumvereins orientierten. Somit entstanden gewählte Repräsentativorgane, die Vereinsmitglieder und die Führung miteinander verbanden. Vieth gab damit den Anstoß für eine Entwicklung, die 1922 in die allgemeine Gesetzgebung einging.
Vieth galt als unnachgiebiger Vertreter genossenschaftlicher Grundsätze. Er forderte Neutralität hinsichtlich Parteipolitik und Religionszugehörigkeit und verfolgte insbesondere das Bedarfsdeckungsprinzip, das den Verkauf von Erzeugnissen an Mitglieder einschränkte. Diese Einstellung bekam während einer Grundsatzdebatte in den 1920er-Jahren eine besondere Bedeutung: Aufgrund einer von 1911 bis 1920 geltenden Sondersteuer hatte der Konsumverein „Produktion“ den Verkauf der Waren in eine Handelsgesellschaft privaten Rechts ausgelagert, die den Verkauf an Vereinsmitglieder nicht einschränkte. Vieth gliederte, von starken Widerständen begleitet, den Einzelhandel 1929 größtenteils wieder in den Konsumverein ein.
Vieth legte stets Wert darauf, dass der Konsumverein vorsichtig, eigenkapitalfinanziert bei gleichzeitig ausreichend großen Guthaben wuchs. Nachdem der Vereinsvorstand 1928 mit dem Bau einer repräsentativen Zentrale ein Großprojekt verabschiedet hatte, kam es im Verein zu einem mitunter persönlich geführten Machtkampf mit dem Vorstandsvorsitzenden Max Mendel, den dieser verlor. Vieth wurde bei den Aufsichtsratswahlen 1930 wiedergewählt, verzichtete aber darauf, das Amt anzunehmen.
Während der Zeit des Nationalsozialismus sah der gesundheitlich beeinträchtigte Vieth mehrere Probleme auf den Verein zukommen. Nach nationalsozialistischen Übergriffen auf die Konsumgenossenschaften wie der Besetzung des Gewerkschaftshauses am Besenbinderhof und der Selbstgleichschaltung, für die auch Vieth verantwortlich gewesen war, entschied er, zum 1. Juli 1933 den Ruhestand anzutreten. Bei näherem Hinsehen wird jedoch deutlich, dass sich in den letzten fünf Monaten seines Berufslebens entscheidende Weichenstellungen durch die Aufnahme von Nationalsozialisten in die Vorstände vollzogen hatten, an denen Vieth tatkräftig selbst mitgewirkt hat. Nachdem britische Truppen Hamburg Anfang Mai 1945 besetzt hatten, rettete Vieth mit ehemaligen Führungspersonen der Gewerkschaft das Vermögen des Konsumvereins, das seit 1941 zur Deutschen Arbeitsfront gehört hatte. Am Wiederaufbau des Vereins nach Ende des Zweiten Weltkriegs hatte er entscheidenden Anteil.
Ferdinand Vieth starb im November 1946 aufgrund eines Unfalls.

## Wirken in der Politik
Vieth gehörte der SPD an und fungierte von 1905 bis 1908 als Bürgervorsteher in Geestemünde. Von 1924 bis 1931 gehörte er der Hamburgischen Bürgerschaft an, in der er allerdings nicht bedeutend in Erscheinung trat. Während und kurz nach Ende des Ersten Weltkriegs übernahmen die Konsumgenossenschaften teilweise die Kontrolle über Lebensmittelversorgung- und -preise. Vieth übernahm dabei den Vorsitz zweier Kriegsausschüsse für Konsumenteninteressen. Außerdem gehörte er mehreren Verbraucher- und Wirtschaftsbeiräten in Hamburg und dem Umland an und übernahm für kurze Zeit weitreichende halbstaatliche Aufgaben. Für diese Tätigkeiten erhielt er 1920 das Verdienstkreuz für Kriegshilfe.

## Ehrung
- Ein Fischdampfer der Gemeinwirtschaftlichen Hochseefischerei GmbH, Bremerhaven, (GHG), trug den Namen Ferdinand Vieth. Gebaut wurde er 1948 auf der Flenderwerft, Lübeck.

## Veröffentlichungen
Vieth verfasste zahlreiche Publikationen, die teilweise grundlegende Bedeutung hatten. Er befasste sich mit aktuellen Fragestellungen der Genossenschaften und dokumentierte die Historie der Konsumgenossenschaften, insbesondere der Hamburger Lokalgeschichte. 1934 schrieb er zwei Beiträge, in denen er sich positiv zum Nationalsozialismus äußerte. Diese unveröffentlichten Manuskripte werfen ein gewisses Zwielicht auf sein Handeln in dieser Zeit.
Der Nachlass Ferdinand Vieths ist heute in der Forschungsstelle für Zeitgeschichte in Hamburg zu finden.
Ferdinand Vieth: Das Bremer Panama und die Konsumgenossenschaften, Verband nordwestdeutsche Konsumvereine, 1931